# Альфред Гертнагль
Альфред Гертнагль (нім. Alfred Hörtnagl, нар. 24 вересня 1966, Матрай-ам-Бреннер) — австрійський футболіст, що грав на позиції центрального півзахисника. По завершенні ігрової кар'єри — спортивний функціонер.
Виступав, зокрема, за клуб «Сваровскі-Тіроль», а також національну збірну Австрії, у складі якої був учасником чемпіонату світу 1990 року.

## Клубна кар'єра
У дорослому футболі дебютував 1984 року виступами за команду «Ваккер» (Інсбрук), в якій провів два сезони, взявши участь у 31 матчах чемпіонату. 1986 року від клубу відкололась команда «Сваровскі-Тіроль», де і продовжив виступи Гертнагль, але у 1992 році ліцензію було повернуто «Ваккеру», який, проте, проіснував на професіональному рівні лише рік. Усього за ці команди Гертнагль провів 218 у чемпіонаті Австрії і забив 18 голів, ставши дворазовим чемпіоном та дворазовим володарем Кубка Австрії.
1993 року Гертнагль перейшов у «Рапід» (Відень), де провів лише один сезон, після чого перейшов у «Штурм» (Грац), з яким виграв Кубок Австрії 1995/96, втім основним гравцем не був і після цього відправився за кордон, виступаючи за грецьку «Кавалу» та кіпрський АПОЕЛ.
На початку 1998 року Гертнагль став гравцем «Тіроля». Під керівництвом тренера Курта Яри Гертнагль став одним із найкращих опорних півзахисників Австрії і став одним з лідерів команди, що тричі поспіль з 2000 по 2002 рік ставала чемпіоном Австрії. Після банкрутства клуба влітку 2002 року він і Роберт Вазінгер стали єдиними, хто залишився у команді, яка отримала назву «Ваккер Тіроль» і розпочала виступи у Регіональній лізі. Гертнагль допоміг клубу за два роки піднятись з регіональної ліги до Бундесліги, де і зіграв з «Ваккером» у сезоні 2004/05 свої останні 24 гри у вищому дивізіоні, після чого завершив ігрову кар'єру. Всього за кар'єру він провів 411 матчів у Бундеслізі.

## Виступи за збірну
31 травня 1989 року дебютував в офіційних іграх у складі національної збірної Австрії у товариському матчі з Норвегією (1:4).

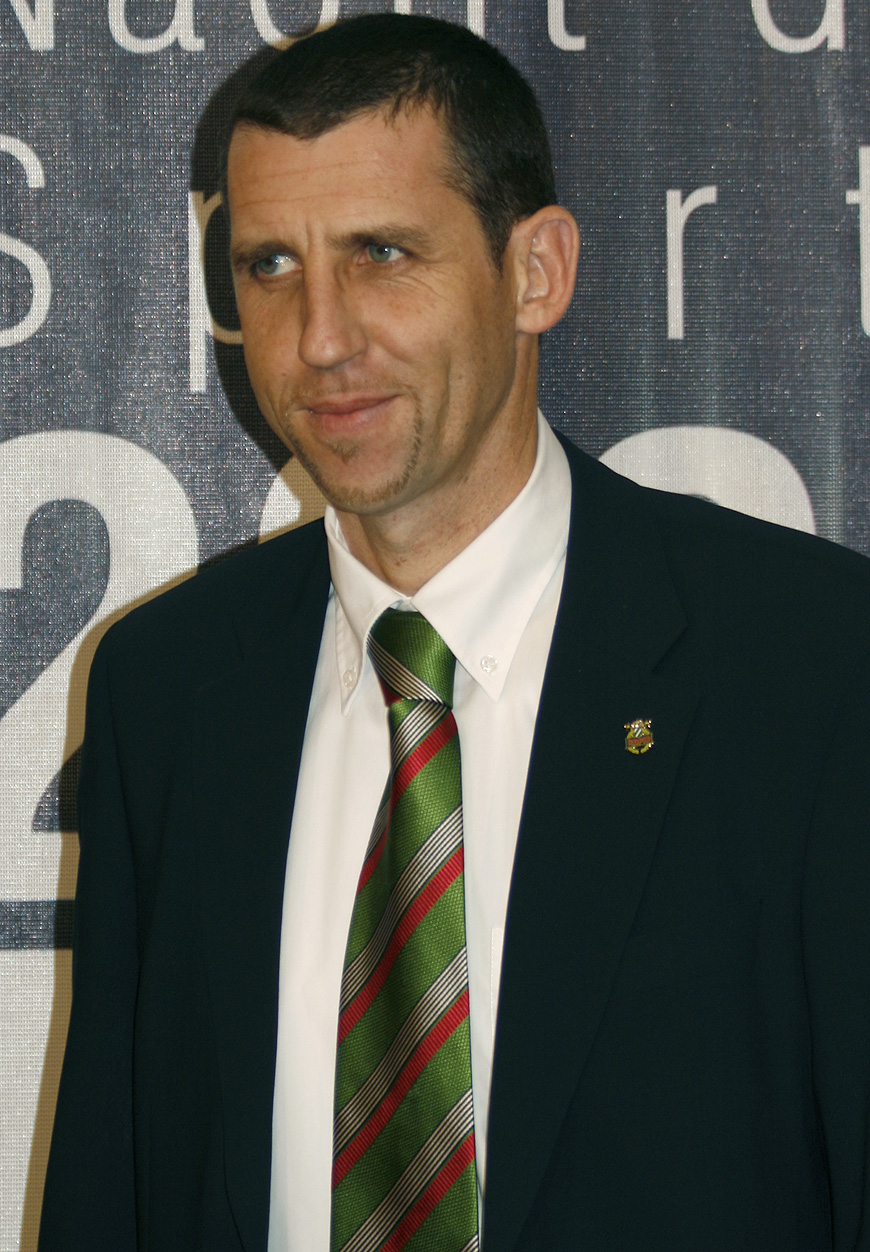
Альфред Гертнагль у 2008 році.

У складі збірної був учасником чемпіонату світу 1990 року в Італії, зігравши у 2 іграх — з Італією (0:1) та Чехословаччиною (0:1), а австрійці не змогли вийти з групи.
З літа 1991 року перестав викликатись до збірної, але завдяки якісній грі у 1999 році був повернутий до збірної тренером Отто Баричем і виступав за неї протягом наступних трьох років. Його останнім матчем була гра кваліфікації до чемпіонату світу 2002 року проти Іспанії (4:0) 1 вересня 2001 року. Загалом протягом кар'єри у національній команді, яка тривала 13 років, провів у її формі 27 матчів, забивши 1 гол.

## Кар'єра функціонера
20 грудня 2006 року було оголошено, що Гертнагль став новим спортивним директором «Рапіда», де пропрацював майже 5 років і 30 березня 2011 року пішов у відставку з цієї посади. 
З листопада 2011 року по грудень 2012 року був координатором академії у клубі Бундесліги Німеччини «Гройтер Фюрт», а у січні 2013 року став спортивним директором клубу третього німецького дивізіону «Рот-Вайс» (Ерфурт), де працював до травня 2015 року. 
У липні 2015 року став спортивним директором клубу «Ваккер Інсбрук». 

## Титули і досягнення
- Чемпіон Австрії (5):

«Сваровскі-Тіроль»: 1988/89, 1989/90
«Тіроль»: 1999/00, 2000/01, 2001/02
- Володар Кубка Австрії (3):

«Сваровскі-Тіроль»: 1987/88
«Ваккер» (Інсбрук): 1992/93
«Штурм» (Грац): 1995/96